# All Eyes
 (janvier 2023).
Si vous disposez d'ouvrages ou d'articles de référence ou si vous connaissez des sites web de qualité traitant du thème abordé ici, merci de compléter l'article en donnant les références utiles à sa vérifiabilité et en les liant à la section « Notes et références ».
 (janvier 2023).
Pour plus de détails, voir Fiche technique et Distribution.
All Eyes est un film d'horreur américain réalisé par Todd Greenlee, sorti en 2022.

## Fiche technique
- Titre original : All Eyes
- Réalisation : Todd Greenlee
- Scénario :
- Décors :
- Costumes :
- Photographie :
- Montage :
- Musique :
- Producteurs :
- Sociétés de production :
- Sociétés de distribution :
- Budget :
- Pays d'origine :  États-Unis
- Langue originale : anglais
- Format : couleur - 2.39:1
- Genre : épouvante-horreur
- Durée :
- Dates de sortie : 
  - États-Unis : septembre 2022[1]

## Distribution
- Jasper Hammer : Allen
- Ben Hall : Don
- Danielle Evon Ploeger : Kim
- Nick Ballard : Mark
- Laura Cummings : Jean